# Proletkoult
Proletkoult (ou Proletkult) est un mot-valise pour Proletarskaïa koultoura (Пролетарская культура), ce qui signifie en russe « Culture du prolétariat ».
Le Proletkoult est une organisation artistique et littéraire qui était active en Union soviétique de 1917 à 1925 ; son objectif était de poser les fondations d'un vrai art prolétarien libre de toute influence bourgeoise. Son principal théoricien fut Alexandre Bogdanov (1873–1928), qui envisageait le Proletkoult comme la troisième partie de la trinité du socialisme révolutionnaire. Alors que les syndicats se seraient occupés des intérêts économiques du prolétariat et que le parti communiste aurait défendu leurs intérêts politiques, le Proletkoult aurait pris en charge leur vie culturelle et spirituelle. Parmi d'autres personnalités importantes, Anatoli Lounatcharski (1875–1933), Alexeï Gastev, Fiodor Kalinine, Platon Kerjentsev, Mikhaïl Guerassimov, Vladimir Kirillov, Alexandre Afinoguenov ont fait partie de l’organisation. Les arts plastiques ont été initialement influencés par le constructivisme ; la littérature et la musique, par le futurisme. À la suite de ce qu’en a dit Lénine (De la culture prolétarienne), l'art expérimental est désapprouvé.
Kirillov écrivait : « Au nom de notre avenir, nous brûlerons Raphaël, nous détruirons les musées et nous piétinerons les fleurs de l'art. »
Léon Trotski et Alexandre Voronski se battirent contre le mouvement de culture prolétarienne, le qualifiant de contradictoire et antithétique avec les positions marxistes concernant l'art et les sciences bourgeoises. Trotski et Voronski avancèrent que le prolétariat devait saisir l'entièreté des réussites techniques, artistiques et scientifiques de la bourgeoisie parce qu'elles sont universelles. De plus, Trotski affirma qu'il serait impossible que le prolétariat développe ses propres formes artistiques, et quand arriverait le moment où le prolétariat aboutirait dans sa mission historique de renverser la bourgeoisie internationale, elle[pas clair] cesserait alors d'exister en tant que classe sociale.